# Eleodiphaga
Eleodiphaga är ett släkte av tvåvingar. Eleodiphaga ingår i familjen parasitflugor.
Kladogram enligt Catalogue of Life:
| Eleodiphaga | \| \| Eleodiphaga caffreyi \| \| \| \| \| \| Eleodiphaga martini \| \| \| \| \| \| Eleodiphaga pollinosa \| \| \| \| |
|             | \| \| Eleodiphaga caffreyi \| \| \| \| \| \| Eleodiphaga martini \| \| \| \| \| \| Eleodiphaga pollinosa \| \| \| \| |
|             | Eleodiphaga caffreyi                                                                                                 |
|             | |
|             | Eleodiphaga martini                                                                                                  |
|             | |
|             | Eleodiphaga pollinosa                                                                                                |
|             | |